# 1934 en Grèce
Chronologie de la Grèce
- 1930
- 1931
- 1932
- 1933
- 1934
- 1935
- 1936
- 1937
- 1938

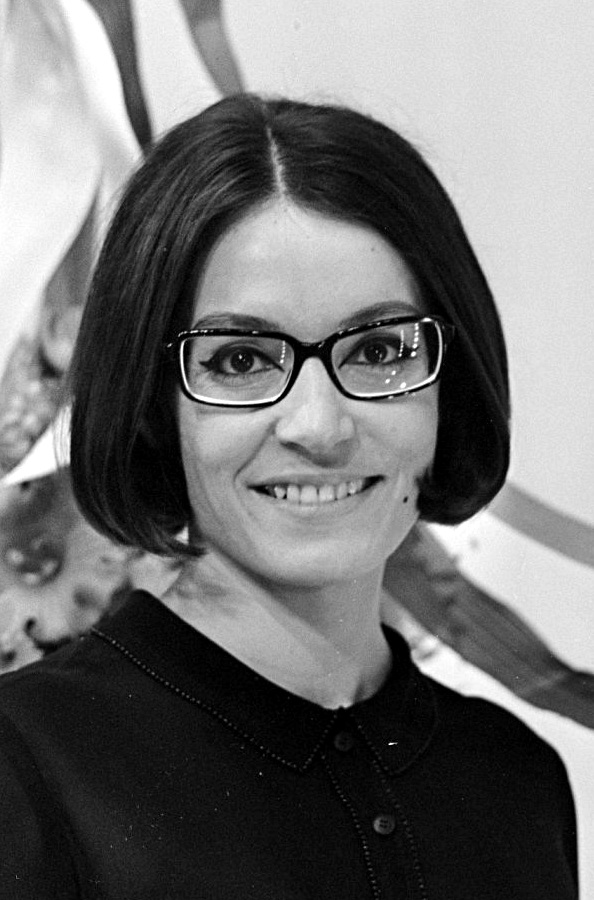
Naissance de Nana Mouskouri.

Cette page concerne les évènements survenus en 1934 en Grèce  :

## Sport
- 7-9 septembre : Participation de la Grèce aux 1ers championnats d'Europe d'athlétisme de 1934 (en) à Turin en Italie.
- Championnat panhellénique (1933-1934) (en)
- Création des clubs : Olympos Kerkyra F.C. (en), Souli Paramythia F.C. (en) (football)

## Création
- Institut d'assurance sociale (en)
- Musée archéologique de Kavala (en)
- Parti communiste archio-marxiste de Grèce (en)

## Naissance
- Ánna Avraméa, chercheuse, géographe et byzantiniste.
- Ánna Benáki-Psaroúda, experte en criminologie et personnalité politique.
- Georges de Paris, tailleur.
- Rika Dialina, reine de beauté et actrice.
- Vassílis Fotópoulos, peintre et directeur artistique.
- Freddy Germanos, journaliste, écrivain et animateur de télévision.
- Jenny Karézi (ou naissance en 1933), actrice.
- Chrístos Lambrákis, journaliste et patron de presse.
- Nana Mouskouri, chanteuse.
- Kóstas Mouroúzis, joueur de basket-ball.
- Dimítris Mytarás, peintre.
- Nicolas Oikonomidès, historien.
- Geórgios Roméos, député européen.
- Alíki Vouyoukláki, actrice et chanteuse.

## Décès
- Charalambos Anninos, journaliste, écrivain, poète et dramaturge.
- Theophilos Hadjimichaïl, peintre.
- Athanásios Kipourós (el), militaire.
- Chrístos Tsoúntas, archéologue.